# Підсосеньє (Верховазький район)
Підсо́сенье (рос. Подсосенье) — присілок у складі Верховазького району Вологодської області, Росія. Входить до складу Чушевицького сільського поселення.

## Населення
Населення — 27 осіб (2010; 35 у 2002).
Національний склад (станом на 2002 рік):
- росіяни — 100 %